# جمية جرسية
الجُمِية الجرسية (باللاتينية: Phacelia campanularia) نوع نباتي ينتمي إلى جنس الجمية من الفصيلة الحمحمية.
موطنها ولاية كاليفورنيا الأمريكية.
نبات عشبي حولي.

## معرض صور

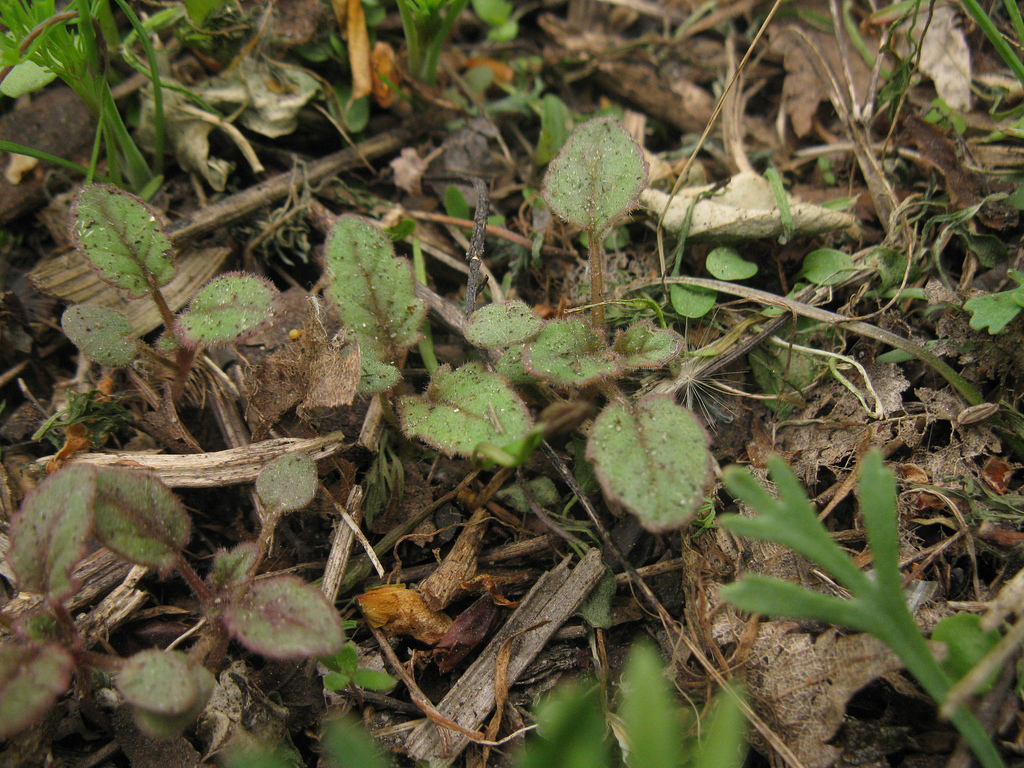
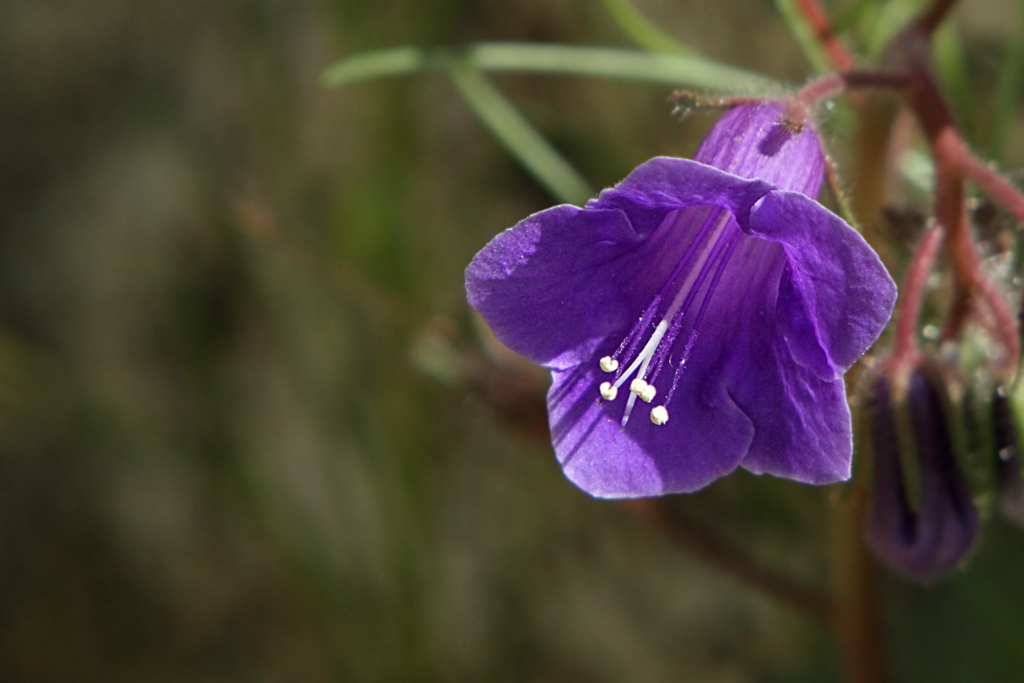
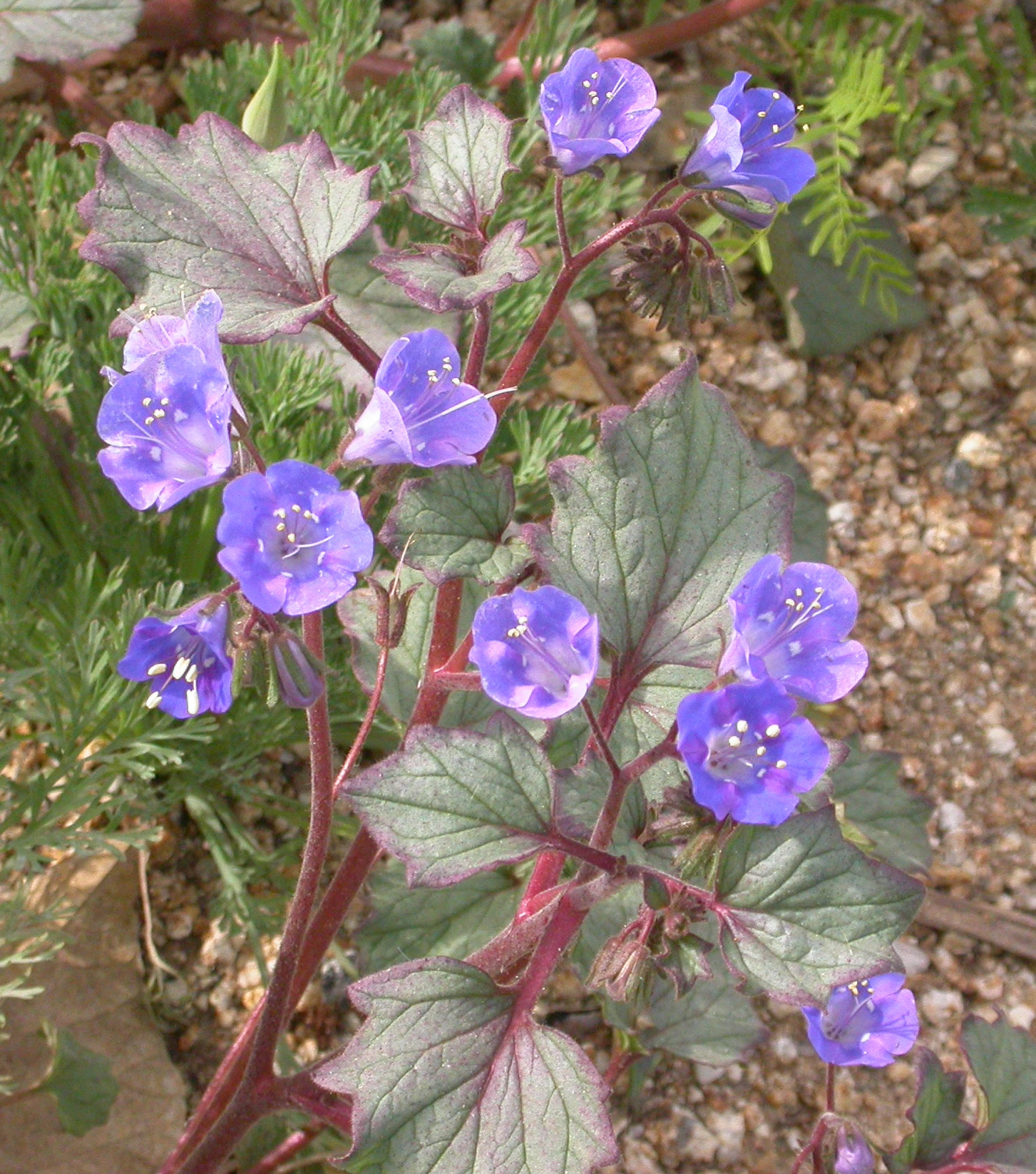
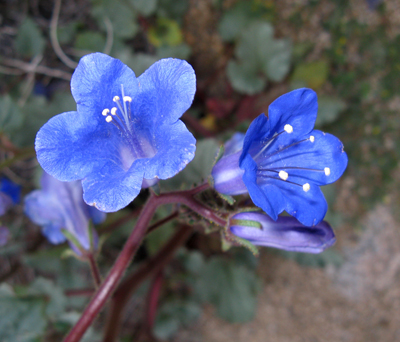